# Serious Sam : Second Contact
Serious Sam : Second Contact est un jeu vidéo de tir à la première personne développé par Croteam et sorti sous Microsoft Windows en 2002. Ce deuxième opus est considéré comme une extension à Serious Sam: The First Encounter, et est aussi souvent appelé Serious Sam 2, alors que Serious Sam 2 est sorti quelques années plus tard, en 2005.
Un remake est sorti en 2010, appelé Serious Sam HD: The Second Encounter, bénéficiant d'un nouveau moteur graphique.
En 2017, le jeu est adapté sous le titre Serious Sam VR: The Second Encounter pour la réalité virtuelle et est rendu compatible avec l'Oculus Rift et le HTC Vive.

## Synopsis
Alors que Sam se dirigeait vers Sirius, le vaisseau de Mental est abattu par le bus des programmeurs et Sam doit à nouveau combattre. Lorsque le vaisseau se fait abattre, il s'écrase en Amérique centrale, chez les Mayas. Sam part alors à la recherche d'un portail qui permettait de voyager dans le temps. Sam doit encore combattre les forces de Mental téléportées dans le temps pour le tuer. Sam voyage alors dans trois différentes époques. Sa dernière quête sera, en Pologne médiévale, de retrouver le Saint-Graal pour empêcher Mental de le voler[réf. nécessaire].

## Système de jeu
Le gameplay n'a pas évolué, il est le  même que celui du premier épisode, à la différence près que l'interface est légèrement plus colorée, et que de nouvelles armes apparaissent (lance-flammes, tronçonneuse et fusil à lunette)[réf. nécessaire].
Le mode deathmatch est aussi plus développé que celui de son prédécesseur, qui ne possédait qu'une seule carte jouable dans ce mode tandis que ce volet en intègre une quinzaine aux styles très variés[réf. nécessaire].

## Accueil
- Gamekult : 8/10[1] - 6/10 (HD)[2]
- Jeuxvideo.com : 16/20[3] - 15/20 (HD)[4]

## Serious Sam HD: The Second Encounter
Une version haute définition est sortie en 2010 sur Xbox 360 (XBLA) et PC en distribution numérique, mais elle ne propose pas de multijoueur en écran partagé ou en réseau local[réf. nécessaire].